# Eva Bulling-Schröter

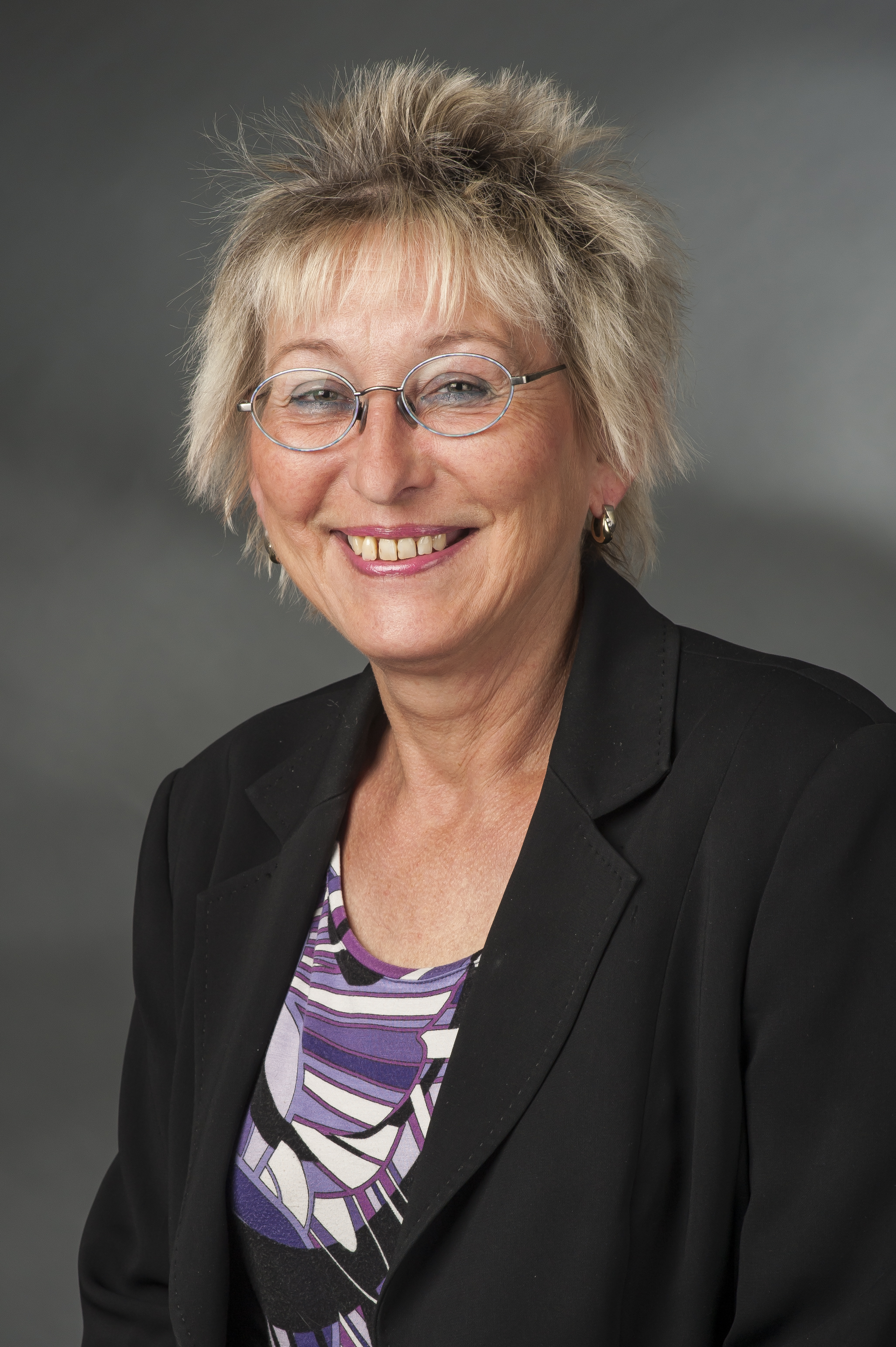
Eva Bulling-Schröter (2014)

Eva Maria Bulling-Schröter, geb. Bulling (* 22. Februar 1956 in Ingolstadt), ist eine deutsche Politikerin (Die Linke). Von 1994 bis 2002 und von 2005 bis 2017 war sie Mitglied des Deutschen Bundestages. Von 2007 bis 2016 und 2018 bis 2020 hatte sie außerdem den Landesvorsitz der Linken in Bayern inne. Sie war eine der Spitzenkandidaten für Die Linke Bayern in der Landtagswahl 2018, zusammen mit Ates Gürpinar.

## Leben

### Beruf
Eva Bulling-Schröter besuchte bis 1974 ein Gymnasium und war danach in verschiedenen Betrieben der Metallverarbeitung tätig. Anschließend absolvierte sie von 1979 bis 1981 eine Ausbildung zur Betriebsschlosserin und war danach in einem Metallbetrieb tätig. Später war sie hauptamtliche Mitarbeiterin der IG Bau-Steine-Erden und wechselte 1985 als Montageschlosserin zum Ingolstädter Spinnereimaschinenbauer Rieter, wo sie auch als ehrenamtliche Betriebsrätin tätig war.
Sie ist Mitglied im Beirat des firmenkritischen Netzwerks Coordination gegen BAYER-Gefahren. Seit mehreren Jahren schreibt sie Beiträge für das Verbandsorgan des Deutschen Freidenker-Verbandes.

### Partei
Ab 1974 war sie Mitglied der DKP, 1990 trat sie in die PDS ein (seit 2007 Die Linke). Von 2000 bis 2010, von 2012 bis 2016 und von 2018 bis 2020 war sie Sprecherin des Landesverbandes Bayern der Partei die Linke.
Im März 2006 war Bulling-Schröter Gründungsmitglied der Antikapitalistischen Linken (AKL).
Eva Bulling-Schröter gehört parteiintern der Ökologischen Plattform an und war umweltpolitische Sprecherin ihrer Partei.
Im Juli 2007 wurde sie vom Kreisverband Ingolstadt als Kandidatin für das Amt des Oberbürgermeisters in Ingolstadt bei der Kommunalwahl 2008 aufgestellt; dabei erreichte sie 2,98 % der Stimmen.

### Abgeordnete

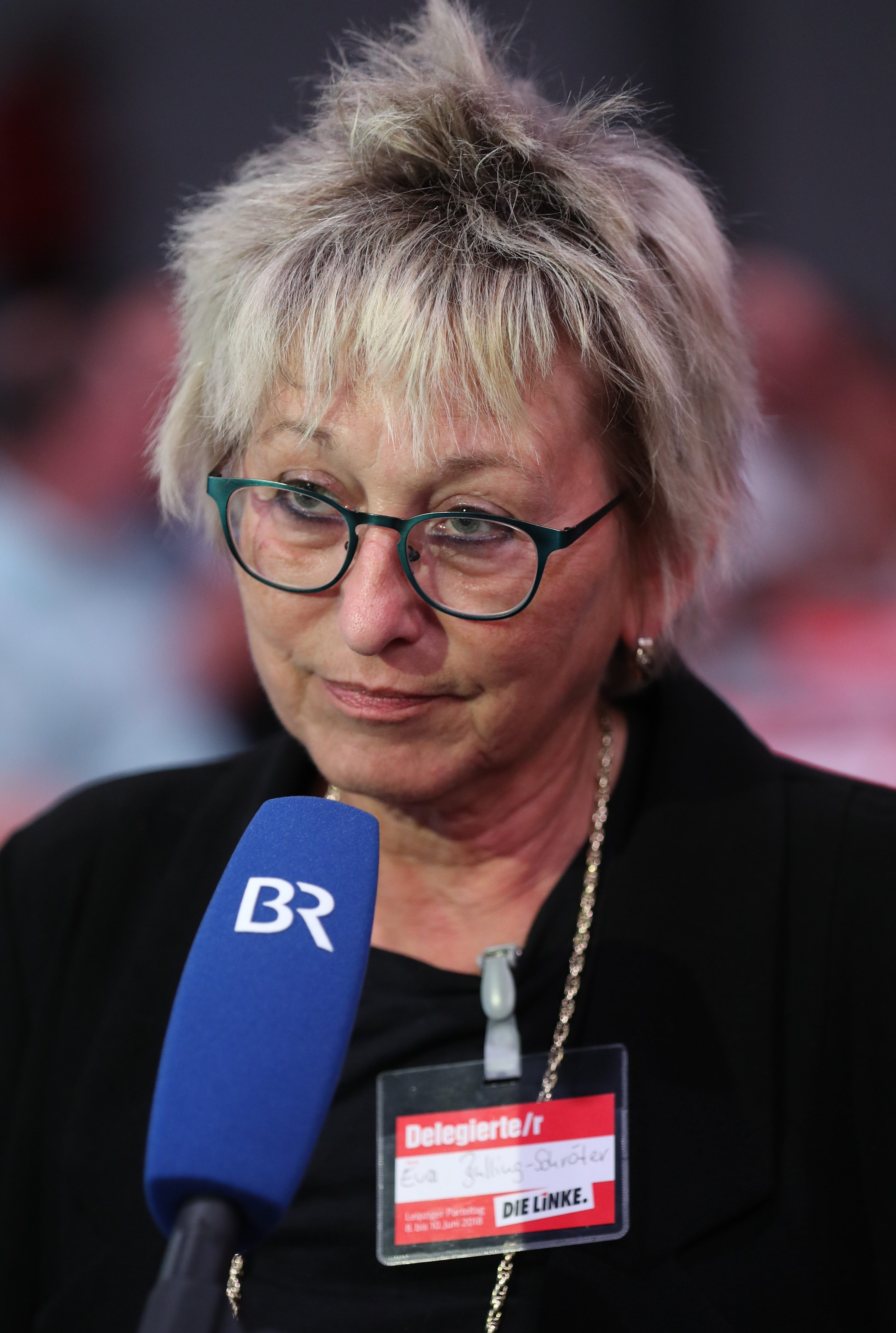
Bulling-Schröter auf dem Bundesparteitag 2018 in Leipzig

Von 1994 bis 2002 und von 2005 bis 2017 war sie Mitglied des Deutschen Bundestages. Hier war Eva Bulling-Schröter umweltpolitische Sprecherin und Beauftragte für Tierschutz der PDS-Bundestagsfraktion (1994 bis 1998: Gruppe der PDS) bzw. der Linksfraktion. In dieser Funktion trat sie insbesondere für einen schnelleren Atomausstieg, die verstärkte Nutzung regenerativer Energien und eine am Prinzip der Nachhaltigkeit orientierte Nutzung der natürlichen Ressourcen ein.
Von November 2009 bis Januar 2014 war sie Vorsitzende des Ausschusses für Umwelt, Naturschutz und Reaktorsicherheit. Zwischen 2005 und 2009 war sie dessen stellvertretende Vorsitzende.
Ab Februar 2014 war sie ordentliches Mitglied im Ausschuss für Wirtschaft und Energie sowie stellvertretendes Mitglied im Ausschuss für Umwelt, Naturschutz, Bau und Reaktorsicherheit. Sie war Gründungsmitglied der Parlamentarischen Gruppe Frei fließende Flüsse und stellvertretende Vorsitzende der Deutsch-Rumänischen Parlamentariergruppe. Darüber hinaus war sie stellvertretendes Mitglied im Beirat der Bundesnetzagentur, stellvertretende Vorsitzende des Parlamentarischen Beirates des Bundesverbands Erneuerbare Energie und Mitglied im Kuratorium der Deutschen Bundesstiftung Umwelt.
Von Februar 2014 bis zum Ende der Legislaturperiode wirkte sie als energie- und klimapolitische Sprecherin ihrer Fraktion im Bundestag.
Eva Bulling-Schröter ist stets über die Landesliste Bayern in den Bundestag eingezogen. Ihr Wahlkreis war Ingolstadt. Sie war die einzige „klassische“ Arbeiterin im 18. Deutschen Bundestag. Für die Bundestagswahl 2017 strebte sie keine erneute Kandidatur an.
Bei den Kommunalwahlen in Bayern 2020 zog sie gemeinsam mit Christian Pauling in den Ingolstädter Stadtrat ein. Diesem hat sie bis Mai 2023 angehört. Aufgrund eines Rotationsverfahrens ist sie in der Mitte der Legislaturperiode ausgeschieden und hat ihr Mandat niedergelegt.